# Hawker Siddeley Red Top
Red Top var en brittisk jaktrobot utvecklad av de Havilland och tillverkad av Hawker Siddeley. Den var en uppgradering av den äldre roboten de Havilland Firestreak och var den första jaktroboten med infraröd målsökare som kunde avfyras mot ett mål från i stort sett alla vinklar, och inte bara bakifrån.

## Utveckling
År 1956 började de Havilland att utveckla den fjärde modellen i sin serie robotar med det interna namnet Blue Jay Mk.4 (den militära beteckningen skulle ha blivit Firestreak Mk.IV). Skillnaderna mot tidigare modeller blev dock så stora att det i stort sett var en helt ny robot. De största skillnaderna var hur komponenterna placerades inuti roboten (Firestreak hade motorn framför stridsladdningen) och den nya målsökaren Violet Banner som var tillräckligt känslig för att på hög höjd kunna söka sig mot den upphettade ytan på en flygplan i överljudsfart. Red Top hade också en kraftigare raketmotor som gav den högre maxhastighet och längre räckvidd än Firestreak.
Red Top togs i tjänst 1964, både i Royal Air Force som beväpning på English Electric Lightning och i Fleet Air Arm som beväpning på de Havilland Sea Vixen. 
Red Top är jämförbar med den ryska jaktroboten R-8 och den amerikanska AIM-7C Sparrow. Fördelen med Red Top var den infraröda målsökaren som ansågs vara den bästa i världen när den lanserades. Den i kombination med det effektiva zonröret gjorde att Red Top hade större träffsannolikhet än sina konkurrenter.

## Bilder
| En Lightning F.6 med Red Top-robotar. |  | En Red Top-robot under vingen på en Sea Vixen. |
| En Lightning F.6 med Red Top-robotar. |  | En Red Top-robot under vingen på en Sea Vixen. |

## Varianter
- Red Top (Blue Jay Mk.4) – Jaktrobot med infraröd målsökare.
- Blue Dolphin (Blue Jay Mk.5) – Jaktrobot med semiaktiv radarmålsökare. Aldrig tillverkad.

## Användare
- Kuwaits flygvapen
- Saudiarabiens flygvapen
- Storbritanniens flygvapen
- Royal Navy